# Hawker Nimrod
Hawker Nimrod var ett engelskt hangarfartygsbaserat jaktflygplan konstruerat av Sydney Camm vid Hawker Aircraft.
Hawker Nimrod utvecklades ur landjaktflygplanet Hawker Fury som ett eget projekt inom Hawker Aircraft. Det första arbetsunderlaget gavs namnet Hawker Norn, men när Air Ministry skrev flygplansspecifikation 16/30 för den serietillverkade varianten ändrades namnet till Nimrod.
Flygplanet var dubbeldäckat med en öppen förarkabin bakom den övre vingen. Hjullandstället var fast med kåpor monterade över hjulen för att minska luftmotståndet. Den vattenkylda motorn drev en tvåbladig propeller.
De första serietillverkade Nimrod I som levererades till Fleet Air Arm 1933 placerades vid 801 Naval Air Squadron, 802 Naval Air Squadron och 803 Naval Air Squadron. I september 1934 levererades Nimrod II som var bestyckad med en starkare motor till ytterligare fyra divisioner. I alla varianter tillverkade Hawker 92 flygplan varav fyra exporterades. Vid andra världskrigets utbrott var Fleet Air Arms Nimrod ersatta av Sea Gladiator.

## Varianter
- Nimrod I, drevs med en 477 hk Rolls-Royce Kestrel II MS motor.
- Nimrod II, drevs med en 608 hk Rolls-Royce Kestrel V motor.
- L.B V (Land Biplan V), tillverkad för danska marinen, drevs med en 535 hk Rolls-Royce Kestrel IIIS motor och beväpnades med 2 x 8 mm kulsprutor och 4 x 12 kg bomber.

## Operatörer
- Danmark köpte två fabrikstillverkade flygplan 1934 och licenstillverkade ytterligare 10 flygplan vid Orlogsværftet. De var i tjänst fram till 1940. Efter att tyskarna ockuperat Danmark infördes flygförbud och de åtta kvarvarande flygplanen demonterades och placerades i flottans magasin på Holmen. Under en sabotageaktion 22 november 1943 förstördes hela magasinet och de åtta nedmonterade flygplanen.
- Japan, köpte ett fabrikstillverkat flygplan.
- Portugal, köpte ett fabrikstillverkat flygplan.
- England, Fleet Air Arm köpte 88 flygplan och utrustade 7 divisioner med typen.